# Hi! Stop Those Barrels
Hi! Stop Those Barrels è un cortometraggio muto del 1908 diretto da Lewin Fitzhamon.

## Trama
Alcuni barili di birra cadono giù dal carro e rotolano via. Comincia l'inseguimento.

## Produzione
Il film fu prodotto dalla Hepworth.

## Distribuzione
Distribuito dalla Hepworth, il film - un cortometraggio di 122 metri - uscì nelle sale cinematografiche britanniche nel maggio 1908.
Si conoscono pochi dati del film che, prodotto dalla Hepworth, fu distrutto nel 1924 dallo stesso produttore, Cecil M. Hepworth. Fallito, in gravissime difficoltà finanziarie, il produttore pensò in questo modo di poter almeno recuperare il nitrato d'argento della pellicola.